# Saint-Barthélemy (Québec)
Pour les articles homonymes, voir Saint-Barthélemy.
Saint-Barthélemy est une municipalité de paroisse du Québec située dans la MRC de D'Autray dans Lanaudière.

## Toponymie
Le nom Barthélemy rend hommage à Barthélemy Joliette (1789-1850), industriel responsable de la fondation de la ville de Joliette, ce qui a participé au développement de la région. Le nom rappelle également saint Barthélemy ou Bartholomé, l'un des douze disciples de Jésus.

## Histoire
La Paroisse de Saint-Barthélemy a été érigée par décret canonique de l’évêque de Québec en 1827.

## Géographie
En bordure de l'archipel du lac Saint-Pierre, en face de La Visitation-de-l'Île-Dupas, on y accède à partir de l'autoroute 40 (Félix-Leclerc), sortie 155 ou encore par la route provinciale 138. Elle est à proximité des villes de Berthierville et Louiseville. 
La rivière du Chicot traverse le nord-ouest de la municipalité vers le sud.

## Démographie
| 1991  | 1996  | 2001  | 2006  | 2011  | 2016  | 2021  |
| ----- | ----- | ----- | ----- | ----- | ----- | ----- |
| 1 945 | 2 075 | 2 000 | 2 037 | 1 883 | 1 934 | 2 087 |

## Administration
Les élections municipales se font en bloc pour le maire et les six conseillers.
| Saint-Barthélemy Maires depuis 2001                                                                                  |                     |         |          |
| Élection | Maire               | Qualité | Résultat |
| 2001 | Jean-Guy Laurendeau |         | Voir     |
| 2005 | Michel Beaudet      |         | Voir     |
| 2009 | Pierre Roy          |         | Voir     |
| 2013 | Jacques Patry       |         | Voir     |
| 2017 | Robert Sylvestre    |         | Voir     |
| 2021 | Robert Sylvestre    | Voir    |          |
| Élection partielle en italique Depuis 2005, les élections sont simultanées dans toutes les municipalités québécoises |                     |         |          |

## Éducation
La Commission scolaire des Samares administre les écoles francophones:
- École Dusablé[7]

La Commission scolaire Sir Wilfrid Laurier administre les écoles anglophones:
- École primaire Joliette à Saint-Charles-Borromée[8]
- École secondaire Joliette à Joliette[9]